# 스타룩스 항공의 운항 노선
2022년을 기준으로 스타룩스 항공은 다음의 노선을 취항중이다.

## 운항 노선

### 아시아

#### 동아시아
- 마카오
  - 마카오 - 마카오 국제공항
- 일본
  - 도쿄 - 나리타 국제공항[2]
  - 삿포로 - 신치토세 공항
  - 오사카 - 간사이 국제공항[2]
  - 오키나와 - 나하 공항
  - 후쿠오카 - 후쿠오카 공항
  - 나고야 - 주부 국제공항
  - 구마모토 - 구마모토 공항
  - 센다이 - 센다이 공항
- 중화민국
  - 타이베이 - 타이완 타오위안 국제공항 허브

#### 동남아시아
- 말레이시아
  - 쿠알라룸푸르 - 쿠알라룸푸르 국제공항
- 베트남
  - 다낭 - 다낭 국제공항
  - 호치민 - 떤선녓 국제공항
- 말레이시아
  - 쿠알라룸푸르 - 쿠알라룸푸르 국제공항
  - 페낭 - 페낭 국제공항
- 태국
  - 방콕 - 수완나품 국제공항
- 필리핀
  - 마닐라 - 니노이 아키노 국제공항
  - 세부 - 막탄 세부 국제공항

### 북미
- 미국
  - 로스앤젤레스 - 로스앤젤레스 국제공항
  - 샌프란시스코 - 샌프란시스코 국제공항